# Lista över insjöar i Danderyds kommun
Detta är en lista över sjöar i Danderyds kommun baserad på sjöns utloppskoordinat. Om någon sjö saknas, kontrollera grannkommunens lista eller kategorin Insjöar i Danderyds kommun.

## Lista
| Namn       | Koordinat                                     | Sjöid         | VYID          | Yta (km²) | Strandlinje (km) | Höjd (m) | Maxdjup (m) | Volym (m³) | HARO  | Natura 2000 |
| ---------- | --------------------------------------------- | ------------- | ------------- | --------- | ---------------- | -------- | ----------- | ---------- | ----- | ----------- |
| Ekebysjön  | 59°24′26″N 18°03′14″Ö / 59.40724°N 18.05385°Ö | 658950-162741 | 658956-162770 | 0,0765    | 1,32             | 6        | 3           |            | 60061 |             |
| Nora träsk | 59°24′17″N 18°00′31″Ö / 59.4046°N 18.00859°Ö  | 658918-162514 |               |           |                  |          |             |            | 60061 |             |
| Rösjön     | 59°26′38″N 17°59′46″Ö / 59.44388°N 17.99598°Ö | 659285-162419 | 659353-162428 | 0,319     | 3,81             | 6,3      | 7,3         | 1 850 000  | 60061 |             |
| Ösbysjön   | 59°24′08″N 18°03′48″Ö / 59.40223°N 18.0632°Ö  | 658908-162812 | 658902-162825 | 0,04      | 0,772            | 7,2      | 4,1         | 120 000    | 60061 |             |